# Китайский артишок
Кита́йский артишо́к, или Чистец родственный, или Чистец похожий (лат. Stachys affinis) — многолетнее травянистое растение семейства Яснотковые, происходящее из Китая.

## Название

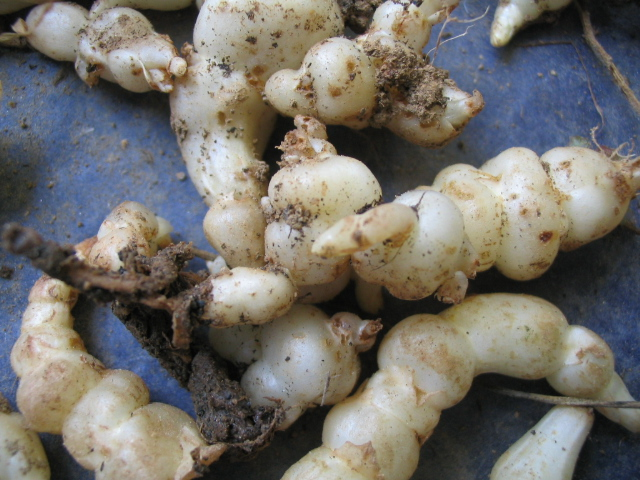
Клубни китайского артишока

С точки зрения систематики китайский артишок весьма далёк от рода Артишок (Cynara), относящегося к семейству Астровые.

## Биологическое описание
Китайский артишок — многолетнее прямостоячее травянистое растение высотой до 45 см. Листья овальные. Цветки белые или светло-красные.
Его съедобные клубневидные образования используются как овощи. Они употребляются в пищу в варёном, жареном и маринованном виде. Растение широко культивируется в странах Юго-Восточной Азии, в Китае, Японии, Бельгии и Франции.